# Aeroportul Portland
Aeroportul Portland (IATA: PTJ, ICAO: YPOD) este un aeroport din Victoria, Australia ce deservește zona Victoria.
Situat la o altitudine de 79 m, aeroportul dispune de o singură pistă. Este operat de Shire of Glenelg⁠(d).